# جی. لیندسی آلموند
جیمز لیندسی آلموند جونیور (.James Lindsay Almond Jr) (زاده ۱۵ ژوئن ۱۸۹۸ – درگذشت ۱۵ آوریل ۱۹۸۶)، وکیل، قاضی ایالتی و فدرال و سیاستمدار آمریکایی از حزب دموکرات بود. مناصب سیاسی او شامل؛ عضویت مجلس نمایندگان ایالات متحده از حوزه انتخابیه ششم ویرجینیا (۱۹۴۶–۱۹۴۸)، بیست و ششمین دادستان کل ویرجینیا (۱۹۴۸–۱۹۵۷) و پنجاه و هشتمین فرماندار ویرجینیا (۱۹۵۸–۱۹۶۲) بود. آلموند به عنوان عضوی از سازمان بیرد، در ابتدا از مقاومت گسترده در برابر ادغام مدارس دولتی در پی تصمیمات دیوان عالی ایالات متحده در پرونده براون در برابر هیئت آموزش حمایت کرد. با این حال، زمانی که دادگاه‌های ویرجینیا و فدرال، جداسازی را غیرقانونی اعلام کردند، آلموند با قانونگذار برای پایان دادن به مقاومت گسترده همکاری کرد. آلموند سپس دادیار دادگاه گمرک و استیناف ثبت اختراع ایالات متحده (۱۹۶۲–۱۹۷۳) شد.
وی پس از بازنشستگی، به عنوان قاضی ارشد دادگاه گمرک و استیناف ثبت اختراع ایالات متحده (۱۹۷۳–۱۹۸۲) به خدمت خود ادامه داد و سپس قاضی ارشد دادگاه استیناف ایالات متحده برای حوزه فدرال از ۱۹۸۲ تا زمان فوتش در ۱۹۸۶ شد.

## اوایل زندگی
آلموند در شارلوتزویل، ویرجینیا به دنیا آمد و در شهرستان اورنج، ویرجینیا بزرگ شد. آلموند در ویرجینیا تک (دانشگاه پلی تکنیک) تحصیل کرد و در ۱۹۱۷ و ۱۹۱۸، در جنگ جهانی اول به عنوان یک سرباز در سپاه آموزش ارتش دانشجویان خدمت کرد. او بعد از جنگ، به تدریس در مدرسه لوکاست گراو در زادگاهش شهرستان اورنج پرداخت و پس از آن مدیر مدرسه شد. در این حین او به تحصیلش ادامه داد و در ۱۹۲۳ از دانشکده حقوق دانشگاه ویرجینیا، لیسانس حقوق گرفت.

## وکیل و قاضی ایالتی
آلموند از ۱۹۳۰ تا ۱۹۳۳، مجرمان را به عنوان دستیار وکیل مشترک‌المنافع روانوک، ویرجینیا، تحت تعقیب قرار داد.
در زمان رکود بزرگ، قانونگذاران ویرجینیا او را به عنوان قاضی دادگاه ایالتی انتخاب کردند، او از ۱۹۳۳ تا ۱۹۴۵ در دادگاه هاستینگ روانوک خدمت می‌کرد. دادگاه هاستینگ به مسائل مربوط به قانون خانواده و همچنین برخی از جرایم متوسط رسیدگی می‌کرد. به احتمال در مشهورترین پرونده خود که در ترووین مورد بحث قرار گرفت، قاضی آلموند شخصی را منصوب کرد که امروزه نگهبان یا محافظ دو مرد زال آفریقایی‌آمریکایی نامیده می‌شود که در کودکی از مزرعه خانواده خود در نزدیکی رانوک ربوده شده بودند و به عنوان یک جاذبه دیدنی با تور سیرک برادران رینگلینگ برای چندین سال در حالی که فقط یک مرد سفیدپوست غیرمرتبط برای آن‌ها دستمزد دریافت می‌کرد، نمایش داده می‌شدند. مادرشان آن‌ها را در عکسی که در ۱۹۳۶ در لینکلن، نبراسکا گرفته شده بود، شناسایی کرد و با کمک یک وکیل محلی ویرجینیا، آزادی آن‌ها را از سیرک و خسارتی که متأسفانه بیشتر توسط شوهر دوم مادرشان (که در مورد روابط جنسی نامشروع تیرباران شد) خرج شد، تضمین کرد. بعدها آن‌ها درخواست کردند که به جای بیکار ماندن در خانه، به سیرک بازگردند. پس به درخواست آن‌ها وکیلشان، قاضی آلموند ترتیبی داد که بخشی از حقوق آن‌ها برای حمایت از دوران بازنشستگی آن‌ها پس‌انداز شود (چهار سال قبل از تصویب قانون تأمین اجتماعی) و همچنین برای حمایت از مادرشان که دوباره بیوه شده‌است و بابت زمانی که مدیرشان، آن‌ها را با سیرک‌های دیگر به گشت و گذار برده بود، ترتیب مشابهی را اجرا کردند.

## حرفه سیاسی

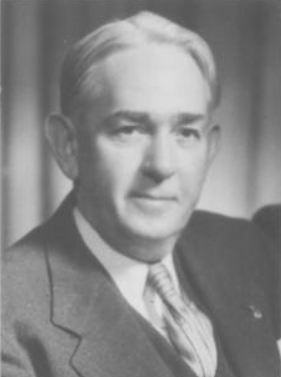
عکس جی لیندسی آلموند فرماندار سابق ویرجینیا.

با پایان یافتن جنگ جهانی دوم، آلموند از ناحیه ششم کنگره ویرجینیا برای کنگره نامزد شد. او که به عضویت مجلس نمایندگان ایالات متحده انتخاب شد، در کنگره‌های ۷۹ و ۸۰ خدمت کرد.
آلموند در سال ۱۹۴۸، زمانی که به عنوان دادستان کل ویرجینیا انتخاب شد، از کرسی کنگره استعفا داد.
آلموند در ژانویه ۱۹۵۸ برای دوره ای پرنوسان که در ۱۹۶۲ به پایان رسید، کار خود را آغاز کرد. در ۱۹ ژانویه ۱۹۵۹، ستره دادگاه عالی ویرجینیا و هیئت فدرال سه قاضی، هر دو طرح استنلی را خلاف قانون اساسی تشخیص دادند. آلموند در ابتدا احکام دادگاه فدرال را در یک سخنرانی آتشین با استناد به «بوی تعفن شدید سادیسم، بداخلاقی جنسی و بارداری نوجوانان که به مدارس مختلط ناحیه کلمبیا و جاهای دیگر هجوم آورده‌است» در اعتراض به «کسانی که هدف و طرح آن‌ها ترکیب و ادغام نژادهای سفید و سیاه‌پوست است» محکوم کرد. اما خیلی زود یک جلسه قانونگذاری ویژه تشکیل داد و با اشاره به (خشم برد فری و جیمز جی کیلپاتریک و دیگران) اعلام کرد که در برابر دستورهای دادگاه فدرال مقاومت نخواهد کرد. او در ۵ فوریه ۱۹۵۹ به مدارس دولتی در آرلینگتون و نورفولک اجازه داد تا به‌طور مسالمت‌آمیز طبق دستورهای دادگاه، تبعیض نژادی را حذف کنند. آلموند با توجه به توصیه‌های چندین میانه‌رو در درون حزب خود، از جمله سناتور ماسبی پرو جونیور، متوجه شد که مخالفت با تبعیض نژادی در نهایت بیهوده است، زیرا دولت همچنان در دادگاه‌ها شکست می‌خورد. در آوریل ۱۹۵۹، آلموند و معاون فرماندارش، آلی ادوارد استیکز استفنز، به پرو و استوارت بی. کارتر از فینکاسل، ویرجینیا کمک کردند تا تصویب لایحه‌هایی را که به محلی‌ها امکان تصمیم‌گیری برای جداسازی مدارس را می‌داد، تضمین کنند.

## خدمات قضایی فدرال
بعد از مبارزات انتخاباتی برای رئیس‌جمهور، جان اف کندی در ۱۹۶۰، پرزیدنت کندی، آلموند را در ۱۶ آوریل ۱۹۶۲ برای دادگاه گمرک و تجدید نظر ثبت اختراع ایالات متحده، نامزد کرد. با این حال، سناتور بیرد، مانع از رأی‌گیری در مجلس سنا شد و نامزدی بدون اقدام، پایان یافت. آلموند در ۲۳ اکتبر ۱۹۶۲ از رئیس‌جمهور کندی، در جایگاهی به عنوان دستیار قاضی در دادگاه گمرک و استیناف ثبت اختراع ایالات متحده که توسط دستیار قاضی، آمبروز اوکانل تخلیه شده بود، قرار گرفت. او در ۱۵ ژانویه ۱۹۶۳ توسط رئیس‌جمهور کندی برای همین سمت، نامزد شد. وی در ۲۸ ژوئن ۱۹۶۳، ۱۶۴ روز پس از نامزدی (بیش از یک سال پس از اولین نامزدیش که بیرد گفته بود مانع از آن نخواهد شد)، زمانی که سناتور بیرد، مانع از نامزدی او شد، یک جلسه را از دست داد، اما سرانجام توسط سنای ایالات متحده تأیید شد. کینه‌توزی بیرد نسبت به آلموند در نهایت موقعیت بیرد را تضعیف کرد. آلموند در ۳ ژوئیه ۱۹۶۳، مأموریت خود را دریافت کرد. او در ۱ مارس ۱۹۷۳ مقام ارشد را بر عهده گرفت. او در ۱ اکتبر ۱۹۸۲ بر اساس بیانیه ۲۵ قانون ۹۶، در دادگاه تجدیدنظر ایالات متحده برای منطقه فدرال منصوب شد. خدمت وی در ۱۴ آوریل ۱۹۸۶ به دلیل فوت وی، پایان یافت.

## زندگی شخصی
آلموند در ۱۹۲۵ با ژوزفین کاترین مینتر ازدواج کرد. او یک لوترینیسم (یکی از بزرگ‌ترین شاخه‌های پروتستانتیسم) بود و در یک کلاس مردانه، کتاب مقدس را تدریس می‌کرد. او یک ماسون درجه ۳۲، یک شرینر و عضو آلفا کاپا پسی (قدیمی‌ترین و بزرگ‌ترین انجمن تجاری تاکنون) و اومیکرون دلتا کاپا بود.

## وفات
آلموند در ۱۴ آوریل ۱۹۸۶ در ریچموند ویرجینیا درگذشت. او و همسرش ژوزفین مینتر آلموند در قبرستان پارک اورگرین در روانوک، ویرجینیا، در زمین خانوادگیش، به خاک سپرده شدند. این زوج فرزندی نداشتند، اما یکی از برادرزاده‌های همسرش را به عنوان پسر، بزرگ کرده بودند.